# TV Živa
TV Živa je soukromá slovenská převážně dokumentární televizní stanice. Vysílá přírodopisné, ekologické a cestopisné dokumentární filmy a pořady. Největší podíl mají zábavné programy. Stanice též vysílá hudební, vzdělávací a sportovní relace.
Stanice začala vysílat 21. března 2005 pod názvem TV Nautik, v předvečer Světového dne vody, jelikož tématem stanice byla voda. Později došlo k přejmenování stanice na TELEVÍZO. Od 24. prosince 2009 vysílá stanice pod názvem TV Živa.